# 소대위
소대위(蕭大威, 539년 ~ 551년 10월 2일)는 중국 남북조 시대 양나라의 황족이다. 자는 인용(仁容)이고 간문제의 열다섯째 아들이다.

## 생애
간문제가 즉위한 뒤에 소대위를 무녕군왕(武寧郡王)으로 봉했다.
551년에 후경이 간문제를 폐한 뒤 소대위를 살해하니 향년 13세였다.